# Gnathochorisis lepidus
Gnathochorisis lepidus är en stekelart som beskrevs av Dasch 1992. Gnathochorisis lepidus ingår i släktet Gnathochorisis och familjen brokparasitsteklar. Inga underarter finns listade i Catalogue of Life.